# Романов, Валерий Иосифович
Валерий Иосифович Романов (26 февраля 1926, Верхние Шелаболки, Горномарийский район, Марийская автономная область — 25 февраля 2011) — юрист, специалист по советскому и российскому административному праву; выпускник казанского филиала Всесоюзного заочного юридического института (1958), доктор юридических наук с диссертацией о правовом регулировании возмещения имущественного вреда (1990); основатель и первый декан юридического факультета Марийского государственного университета (1993—2002).

## Биография

### Ранние годы
Валерий Романов родился 26 февраля 1926 года в семье крестьян из деревни Верхние Шелаболки, входившей в те годы в Горномарийского района Марийской автономной области (МАО). В 1940 году он окончил семилетнюю среднюю школу и поступил в Козьмодемьянское педагогическое училище; начало Великой Отечественной войны не позволило ему продолжить обучение на педагога и в возрасте 15 лет он начал работать в колхозе «Автострой». В ноябре 1943 года, в возрасте 17 лет, он был призван в ряды РККА: проходил службу в запасном стрелковом полку, где стал курсантом учебного батальона младших командиров. Летом 1944 года оказался на фронте, где стал командиром отделения — принимал участие в боевых действиях в составе 1-го Белорусского фронта; в боях на территории Польши — под городом Демблин — Романов был тяжело ранен и контужен. Был отправлен на излечение, после которого начал служить в военной комендатуре на станции Авчала в Грузинской ССР; был демобилизован в 1947 году в звании майора. Награждён орденами Отечественной войны (I и II степени) и орденом «Знак Почёта» (1981), а также — пятнадцатью медалями.
После войны Романов начал работать учётчиком в Горномарийской машинно-тракторной станции (МТС); затем он стал бригадиром в колхозе в родной деревне. В 1949 году получил пост судебного исполнителя в Горномарийском районном суде, что стало его первым юридическим опытом. После этого он занимал должность следователя в прокуратуре Сотнурского района и аналогичный пост в прокуроре Еласовского района; стал помощником прокурора Горномарийской межрайонной прокуратуры, а затем — прокурором Волжского района МАО. Совмещал работу с учёбой: заочно окончил среднюю школу, а затем — Казанскую юридическую школу. Являлся студентом Всесоюзный заочный юридический институт.

### Министр, депутат и декан
В 1959 году Романов занял пост председателя Волжского районного совета, а в период с 1962 по 1964 год он состоял заместителем заведующего отделом по сельскому хозяйству и заведующим отделом партийных органовв Марийском областном комитете КПСС. В 1964 году стал председателем Верховного суда Марийской АССР; в 1972 году он защитил кандидатскую диссертацию на тему «Материальная ответственность членов колхоза за ущерб, причинённый колхозу» — стал кандидатом юридических наук. За год до этого он получил назначение на пост министра юстиции Марийской АССР — оставался в должности до 1986 году (до своего выхода в отставку).
В период распада СССР, в 1990 году, Романов успешно защитил в МГУ имени Ломоносова докторскую диссертацию на тему «Правовое регулирование возмещения имущественного вреда, причиняемого в сельском хозяйстве: проблемы теории и практики» — стал первым человеком в Марийской республике, которому была присвоена степень доктора юридических наук (1991). Получил почётное звание «Заслуженным юрист РСФСР» в 1983 году и являлся депутатом Верховного Совета Марийской АССР в течение двух созывов.
Романов перешёл на работу в Марийский государственный университет (МарГУ) в 1986 году: стал старшим преподавателем на кафедре истории КПСС; затем, в 1992 году, занял позицию профессора на данной кафедре. Впоследствии он занял пост заведующего кафедрой частного права России и зарубежных стран; является инициатором создания и первым деканом юридического факультета МарГУ — являлся главой факультета с 1993 по 2002 год. Состоял членом предметно-методической секции, являвшейся частью учебно-методического совета по образованию в области юриспруденции Приволжского федерального округа; входил в состав совета по защите диссертаций по юридическим наукам, совместно образованного Марийским и Мордовским государственными университетами. Являлся членом Чебоксарского кооперативного института и входил в редакционную коллегию юридического журнала «Вестник Марий Эл». Кроме того, состоял консультантом в информационно-аналитическом управлении, входившим в состав администрации президента (главы) Республики Марий Эл. Проработал в МарГУ до 2004; скончался 25 февраля 2011 года.

## Работы
Валерий Романов являлся автором и соавтором более 140 научных работ, включая 10 монографий; он специализировался на проблемах советского гражданского и земельного (колхозного) права, а позднее — и экологического права. Был одним из первых юристов, исследовавших проблемы правового регулирования разрешения земельных споров, возникших в условиях пост-советских земельных отношений:
- Материальная ответственность за ущерб, причинённый колхозу. — Йошкар-Ола: Маркнигоиздат, 1972. — 110 с.
- Возмещение ущерба, причинённого колхозу, совхозу / В. И. Романов; Отв. ред. Н. И. Краснов. — М.: Юрид. лит., 1981. — 102 с.
- Учись применять закон: Задачи. Деловые игры. Сост. правовых документов / В. И. Романов. — М.: Юрид. лит., 1989. — 188 с.